# Торънс (окръг)
Окръг Торънс (на английски: Torrance County) е окръг в щата Ню Мексико, Съединени американски щати. Площта му е 8666 km², а населението – 15 506 души (2017). Административен център е град Естансия.